# Olesicampe obscura
Olesicampe obscura är en stekelart som först beskrevs av Per Abraham Roman 1923.  Olesicampe obscura ingår i släktet Olesicampe och familjen brokparasitsteklar. Inga underarter finns listade i Catalogue of Life.